# Loom (album)
Loom (skrivs som LOOM) är det sjätte studioalbumet av det amerikanska rockbandet Imagine Dragons. Albumet släpptes den 28 juni 2024 och föregicks av två singlar; Eyes Closed och Nice To Meet You. Efter albumets släpp marknadsfördes även Wake Up som singel. Albumet är bandets kortaste släpp hittills, eftersom det endast innehåller 9 låtar.
Albumets standardutgåva innehåller inga samarbeten, däremot innehåller dess digitala deluxeversion en remix av Eyes Closed tillsammans med den colombianska sångaren J Balvin. Remixen släpptes som singel den 3 maj 2024.

## Bakgrund
Efter att ha släppt sitt dubbelalbum Mercury - Acts 1 & 2 började bandet jobba på sitt nästa studioalbum. I mars 2024 började bandet hinta om ny musik via deras sociala medier.
Albumets första singel Eyes Closed släpptes den 3 april.
Den 22 april utannonserade bandet albumets skivomslag och släppdatum via sociala medier.
Albumets andra singel Nice To Meet You släpptes den 24 maj.

## Låtlista[6][7]
| 1. | Wake Up              | 2:46 |
| 2. | Nice to Meet You     | 3:10 |
| 3. | Eyes Closed          | 3:20 |
| 4. | Take Me to the Beach | 2:47 |
| 5. | In Your Corner       | 3:59 |
| 6. | Gods Don't Pray      | 2:49 |
| 7. | Don't Forget Me      | 2:58 |
| 8. | Kid                  | 2:39 |
| 9. | Fire in These Hills  | 3:39 |

| 10. | Eyes Closed (med J Balvin) | 3:20 |

## Mottagande
Loom har generellt sett fått ett mer positivt mottagande än bandets tidigare album. 
Rolling Stone gav albumet 3 av 5. Clash Magazine gav albumet 6 av 10 och hyllade låtar som Take Me to the Beach, Don't Forget Me, In Your Corner och Fire in These Hills, men kritiserade albumets låttexter och kallade dem tunna. Albumet ligger i skrivande stund på 67 av 100 på Metacritic.